# Кошевая протока
Кошевая (укр. Кошова; Днепровская протока, укр. Дніпровська протока) — правая протока Днепра в его нижнем течении в Херсонской области. Одна из крупнейших проток дельты Днепра ниже Херсона. На левом берегу верхней части протоки расположен Херсонский речной порт. Длина — 16 км. Площадь водосборного бассейна — 815 км². Высота устья — 0,4 м над уровнем моря.

## История
Название реки восходит к распространённому у казаков званию — «кошевой атаман».

### Судоходство
В 1860-х годах Херсон стал важным складочным местом для товаров, отправляемых на другие речные пристани по Днепру, но с развитием железнодорожной сети, обошедшей город, с ухудшением судоходства через Днепровские пороги и с закрытием местной таможни к началу XX века значение речного порта упало. Только с 1900—1902 гг. началось переоборудование порта, с углублением до 22 футов. В августе 1997 года порт был включён в перечень предприятий, имеющих стратегическое значение для экономики и безопасности Украины. В августе 1999 года был введён в эксплуатацию новый склад для зерновых грузов. Предусмотрено удлинение причальной линии и расширение складского хозяйства. Для этой цели идёт переоборудование двух затонов, что позволит переваливать дополнительные экспортные грузы.

## Описание

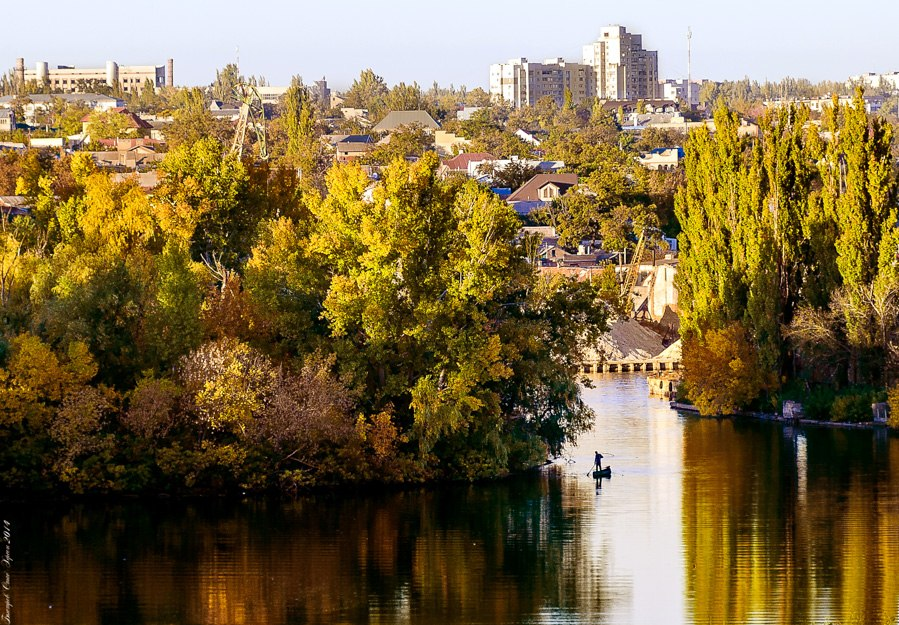
Вид на р. Кошевая

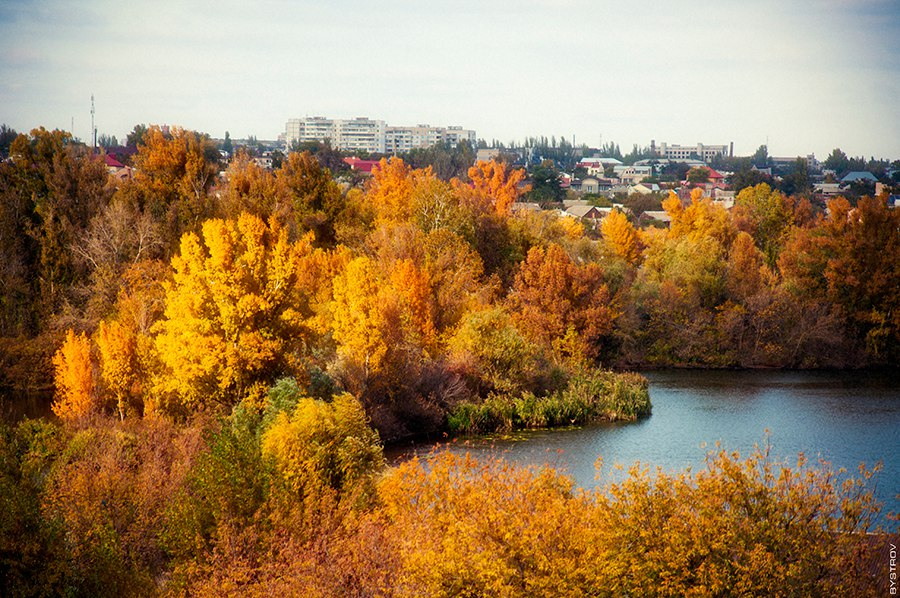
Вид на Кошевую и район Забалку

Кошевая протекает в пределах Херсонского района Херсонской области. Отделяется от Днепра в Корабельном районе Херсона. Между основным руслом и Кошевой образуется Карантинный остров. B настоящее время на северо-восточной окраине острова расположен микрорайон Корабел; через протоку Кошевую возведён автотранспортный мост. Ниже по течению имеется и железнодорожный мост. Протоку пересекает и газопровод. В свою очередь, недалеко от впадения обратно в Днепр Кошевая делится на два русла, образуя в р-не села Днепровское остров Рожок около 1 км в длину. Используется для рыбалки и водных видов спорта. Крупнейший правый приток — река Верёвочная.

## Населённые пункты (по течению)
- Херсон
- Днепровское

## Озёра и лиманы (по течению)
- озеро Безмен
- озеро Белое
- озеро Погорелое-1
- озеро Погорелое-2

## Экологическое состояние
Через городские очистные сооружения, расположенные на правом берегу реки Верёвочной, ежегодно проходит 200—250 тысяч м³ коммунально-бытовых и промышленных вод города, которые после очистки сбрасываются в эту реку. Определённые проблемы технического плана, которые существуют на очистных сооружениях, в частности, несвоевременная чистка биологических прудов приводит к тому, что большое количество загрязнителей остается в водах, которые попадают в Верёвочную, затем в Кошевую и в Днепровский лиман. По состоянию на июнь 2010 году Херсонской областной санитарно-эпидемиологической станцией исследованы пробы воды рр. Верёвочной и Кошевой. По результатам исследований установлена высокая бактериальная загрязненность речной воды.